# مدرسة الأسماء
المنطقيون أو مدرسة الأسماء (()) هي فلسفة صينية انبثقت عن الموهية خلال فترة الممالك المتحاربة بين عامي 479 و221 قبل الميلاد. وتسمى في بعض الأحيان بمدرسة الأشكال والأسماء. 

## نبذة
يعد «دنغ شي» مؤسسها. هي أقرب إلى السفسطائيين والى الجدليين. ذكر جوزيف نيدهام أن معظم أعمالهم قد فقدت باستثناء جزئية غوغسن لونغزي ومفارقات الفصل 33 من جوانغزي ويعد اختفاء الجزء الأكبر واحدا من أسوأ الخسائر في الكتب الصينية القديمة، فيما يعد ما تبقى يصل إلى أعلى نقاط الكتابة الفلسفية الصينية القديمة.

واحدة من عدد قليل من الخطوطات الناجية والتي تمثل مفارقة من مفارقات زينو تقول:
| مدرسة الأسماء | لو أخذ كل يوم نصف عصا طولها قدم، ُومع ذلة، قإنها لن تستنفذ | مدرسة الأسماء |

 بعض من الأمثال تبدو متناقضة أو غير واضحة عندما تخرج من سياقها، على سبيل المثال:
| مدرسة الأسماء | الكلاب ليست كلاب الصيد | مدرسة الأسماء |

### الاستشهادات
1. ↑  Miscellaneous Paradoxes نسخة محفوظة 11 ديسمبر 2016 على موقع واي باك مشين.